# Дубрава (Љевоча)
Дубрава (слч. Dúbrava) насељено је мјесто са административним статусом сеоске општине (слч. obec) у округу Љевоча, у Прешовском крају, Словачка Република.

## Становништво
| Година:    | 1994. | 2004.   | 2014.    | 2024.   |
| ---------- | ----- | ------- | -------- | ------- |
| Број људи: | 337   | 368     | 330      | 332     |
| Разлика:   |       | +9,19 % | -10,32 % | +0,60 % |

| Година:    | 2023. | 2024.   |
| ---------- | ----- | ------- |
| Број људи: | 330   | 332     |
| Разлика:   |       | +0,60 % |

Према подацима о броју становника из 2011. године насеље је имало 342 становника.